# Lettische Badmintonmeisterschaft 2008
Die Lettische Badmintonmeisterschaft 2008 fand in Inčukalns statt. Es war die 45. Auflage der nationalen Titelkämpfe von Lettland im Badminton.

## Titelträger
| Disziplin    | Sieger                           |
| ------------ | -------------------------------- |
| Herreneinzel | Kārlis Vidass                    |
| Dameneinzel  | Kristīne Šefere                  |
| Herrendoppel | Kārlis Vidass Guntis Lavrinovičs |
| Damendoppel  | Kristīne Šefere Madara Puķīte    |
| Mixed        | Eduards Loze Kristīne Šefere     |